# Nephesa duffelsi
Nephesa duffelsi är en insektsart som beskrevs av Medler 1996. Nephesa duffelsi ingår i släktet Nephesa och familjen Flatidae. Inga underarter finns listade i Catalogue of Life.